# スターオーシャン1 First Departure
『スターオーシャン1 First Departure』（スターオーシャン ファーストディパーチャー、STAR OCEAN First Departure）は、スクウェア・エニックスが2007年12月27日に発売したPlayStation Portable用ゲームソフト。

## 概要
スーパーファミコンで1996年に発売され、リメイクの要望が多かった『スターオーシャン』をPlayStation Portable用にフルリメイクを行った作品。声優がほぼ総入れ替えされ、フルボイスになり、グラフィックが一新、新シナリオや新キャラクター、新システムも追加され、ほぼ新作と言っていいほどに作り直された。オリジナルのSFC版には無かった「ファーストディパーチャー」という「最初の旅立ち」を意味するサブタイトルが追加されている。タイトルロゴは第3作である『スターオーシャン Till the End of Time』と同様のデザインになっている。
追加アニメーションはProduction I.Gが担当。Production I.Gは同時にキャラクターのリデザインも行っている。冒険の舞台となる背景マップは、すべて奥行きを感じられる3Dグラフィックで描き直されている。プロデューサーの山岸功典は「アニメーションやフルボイスになったことにより、臨場感溢れる作品になる」と発言した。なお、開発は原作を担当したトライエースではない。
発売日には新型PSP本体と特製ポーチを同梱した「スターオーシャン1 First Departure -Eternal edition-」も同時発売された。こちらはフェリシアブルーのPSP-2000にスターオーシャンの紋章をデザインしたオリジナルのPSP本体とメタリックシルバーの特製ポーチが同梱されている。また、ソフトのジャケットイラストは登場キャラクターが描かれた専用のものになっている。
2007年5月12に行われた「SQUARE ENIX PARTY 2007」内の「スターオーシャン スペシャルステージ」では『スターオーシャン セカンドストーリー』の移植版である『スターオーシャン2 Second Evolution』も同時に発表された。こちらは2008年の4月2日に発売された。

## 主題歌
『Heart』
歌 - あすなろ
本作のために書き下ろされた曲。前述の「スターオーシャン スペシャルステージ」で初公開された。2007年12月12日に発売されたCD「グラフィティ」および、2008年1月30日に発売された「スターオーシャン1 ファーストディパーチャー オリジナル・サウンドトラック」に収録されている。

## システム

### プライベートアクション（PA）
プライベートアクションとはスターオーシャンシリーズを代表するシステムで、町でキャラクターごとに自由に行動する特殊イベントのこと。PSP版ではこのPAに新たなものが追加されている。既存の町での追加はもちろん、最終ダンジョン前にシナリオやダンジョン、町代わりの施設が追加されており、町代わりの施設でのプライベートアクションも発生する。また、PSP版にてパーティに加えられる新規キャラ（エリス、ウェルチ）のPAも当然追加されている。

### 戦闘
バトルシステムはリアルタイムのアクションバトルだが、PSP版では奥行きの概念が追加されるなど『スターオーシャン セカンドストーリー』をベースに大きく改良されている。
改良された点は、
- 通常攻撃が3回までできるようになった。3回目の攻撃の後隙が出来るが必殺技を使用する事によりキャンセル可能。
- ターゲット選択時に時間が止まる。
- 紋章術がショートカット機能に対応するようになった。
- 戦闘中のアイテム欄が使用可能なものだけ表示するようになった。

### スキル
パーティー内のメンバーが特定の「特技」を覚えていると使用可能になる「スーパー特技」が追加されている。

### アイテムクリエーション（IC）
素材となるアイテムから特技によって新たなアイテムを作り出す「アイテムクリエーション」。PSP版ではこのシステムが『スターオーシャン セカンドストーリー』準拠になった。また、新たな素材アイテムが多数追加され、作成できるアイテムの種類も大幅に増加、アイテムの複製も可能になっている。

### マップ
SFC版とは、大幅に書き直され、町・ダンジョンの間の移動も小ダンジョン的なものではなくなり、フィールドマップの移動に変更となり、見易さが大幅に向上した。ただし、ダンジョン的ではなくなったため、町・ダンジョン以外の場所で宝箱は存在しなくなった。町内・城内・ダンジョン内などのマップも建物の配置が大幅に変更されこちらも立体感が増した。ダンジョンなどの追加も行なわれている。

### コレクション要素
- ムービーギャラリー
  - 本編で見たムービーが閲覧できる。字幕のオン/オフも可能。
- ボイスギャラリー
  - 特定の条件を満たすとキャラクターのボイス（音声）が聞けるようになる。
  - 条件に応じてキャラクター単位で全て聞けるようになっており、ボイス単位での個別の収集概念はない。

## 登場人物

### メインキャラクター
主な変更点として「新規グラフィック」「PA大幅追加」は全キャラ共通。
ラティ / ラティクス・ファーレンス
声 - 宮野真守
本作の主人公。愛称は「ラティ」。ネコを祖先とする亜人「フェルプール」で尻尾がついている。好物はホイコーロー。
SFC版との違い
髪の毛を後ろで縛っていたがPSP版では髪が短くなった。
デフォルト名が「ラティクス」から愛称のラティに変更された。
SFC版では、酒を飲む（飲まされる）描写があったが、未成年（作中において成年になる歳は不明であるが）であることを考慮してか、今作ではいっさい飲まない（断る）。ICの調理を実行しても、酒は造れない（他の未成年キャラ共に）。
ミリー・キリート
声 - 生天目仁美
ラティと同じクラトスの自警団員。回復魔法を多く習得する。
ロニキス・J・ケニー
声 - 浜田賢二
宇宙船カルナスの艦長を務める地球連邦の大佐。ロークで紋章術を習得し攻撃呪紋を使用する。
SFC版との違い
弓を装備しない時に使えたアッパーカットは削除され物理攻撃キャラとしては弱体化した。
イリアとの恋愛がらみのPAが追加され、『SO2』の男性主人公・クロードの父親という点が強調された。
イリア・シルベストリ
声 - 小林沙苗
ロニキスの副官を務める地球連邦所属の軍人。
SFC版との違い
衣装が大幅に変更（格闘家風→軍人風に）。
好物の名称変更（たまのひかり→珠の光“有機雄町”）。
ロニキスとの恋愛がらみのPAが追加され、『SO2』の男性主人公・クロードの母親という点が強調された。
シウス・ウォーレン
声 - 東地宏樹
300年前のロークの住人で腕利きの冒険者。
SFC版との違い
好物の名称変更（こくりゅう→黒龍“火いらず”）。
アシュレイ・バーンベルト
声 - 若本規夫
ロークでは名の知られる隻腕の剣士。
フィア・メル
声 - 豊口めぐみ
アストラル騎士団に所属する女性騎士。
ヨシュア・ジェランド
声 - 福山潤
有翼人種である「フェザーフォルク」の紋章使い。攻撃、回復両方の呪紋を使える。
マーヴェル・フローズン
声 - 桑島法子
両親と兄の敵を追う女性。ゲーム中のパーティーメンバーによっては彼女は消えてしまうことがある。
SFC版との違い
SFC版では好物はワインであったが、ラティ同様に未成年であることを考慮してか、舌平目のワインソースに変更されている。
SFC版で一部明らかになっているとおり、マーヴェルはエリスが復讐のために旧異種族の技術を使って魂を入れ替えた姿で、条件を満たして旧異種族の遺跡でイベントを起こすことによって、マーヴェルと入れ替わりにエリスが仲間になる。別条件を満たすと、SFC版のようにマーヴェル、エリスともに消滅する。今作においてこの消滅イベントが、セリフなど修正の上、アニメーションで表現され、より感動的に演出されている。
ティニーク・アルカナ
声 - 鈴木千尋
「リカントロープ」と呼ばれる特殊な種族の青年。
ペリシー
声 - 田村ゆかり
フェルプールの祖先といわれる「レッサーフェルプール」の少女。
彼女が仲間にいなければ「バーニィ」を入手することはできない。
SFC版との違い
技などが全体的に弱体化。
ドーン・マルトー
声 - 伊藤健太郎
ラティと同じクラトスの自警団員。
SFC版との違い
好物がステーキ130に変更（パーティー加入期間中の敵が落とすので食べさせる事が出来るようになった）。
エリス・ジェランド
声 - 植田佳奈
ヨシュアの妹。SFC版ではあるイベントで一度だけ姿を見ることができたが、今作ではそのイベント発生時にある条件を満たしていると、仲間にすることができるようになった。
紋章術は、ミリーが得意とする法術系とヨシュア・ロニキスが得意とする攻撃系、双方を自在に扱える。
いわゆる毒を含んだセリフをよく多用しており、復讐のためだけに生きてきたマーヴェルの姿のときとは、吹っ切れた様子で正反対の性格である。反面、PAによって、本来の姿で行動することによって、操られていたときの過ちを真正面から受け止めなければならないことや、徐々に明らかになっていく真実により敵であるアーガスィやアスモデウスを恨むに恨みきれないことによる苦悩が垣間見える。また、魂を入れ替える旧異種族の技術に関する助言をした紋章術士と再会するPAもある。
ウェルチ・ビンヤード
声 - 半場友恵
人里離れた小屋で怪しい発明品を作る少女。『SO3』の登場人物であるが、なぜかとある場所の小屋におり、仲間にすることができる。SO3の舞台とは違う星であるローク（しかも大昔）にいる理由や方法などはいっさい不明であるが、どうやら同一人物のようである。『SO2SE』にも登場。

### サブキャラクター
デル・アーガスィ
声 - 青山穣
SFC版では本人と「現身の鏡」で現れた悪人は別の存在であったが、今作では二重人格的なものとなっており、戦闘は一度きりとなった。二度目に相当する戦闘はアルクメーネになった。
アルクメーネ
ダースウィドウ族のモンスター。後半のアストラル城下町での自動イベントで中ボス的に戦闘となる。

## 関連商品

### 和書
- 攻略本
  - スターオーシャン1 First Departure 公式コンプリートガイド (ISBN 9784757522008)
  - スターオーシャン1 First Departure ファイナルガイド (ISBN 9784757740532)

### 音楽
- スターオーシャン1 First Departure オリジナルサウンドトラック

プロモーション映像などを収録したDVD付き。

## スタッフ
- プロデューサー：山岸功典
- COプロデューサー：加藤渉
- アニメーション制作：Production I.G